# Himno de la Provincia del Neuquén (Neuquén Trabun Mapu)
«Neuquén trabun mapu» es una composición poética adoptada como himno oficial de la provincia del Neuquén, Argentina. El título pretende significar en mapuche "Neuquén, tierra de encuentro".
La letra fue escrita por Osvaldo Arabarco y Marcelo Berbel, y la música fue compuesta por este último.
La canción original tiene cuatro estrofas y un estribillo y la partitura original es para guitarra con una intervención de tahiel (tayül, canto tradicional mapuche) en el estribillo. La ley n.º 1932 de la provincia del Neuquén declaró himno provincial a esa canción pero con la salvedad de que a tales efectos se suprimía la segunda estrofa y se adaptaba la música original para transformarla en una marcha. Posteriormente, por la ley provincial n.º 2335 del año 2000 se suprimieron esas modificaciones y, en consecuencia, se reincorporó la segunda estrofa y se retornó a la modalidad de canción para guitarra.